# Truljalia lata
Truljalia lata är en insektsart som beskrevs av Sigfrid Ingrisch 2002. Truljalia lata ingår i släktet Truljalia och familjen syrsor. Inga underarter finns listade i Catalogue of Life.